# 吉岡義隆
吉岡 義隆は、1960年にNHKへ入社した国際部アナウンサー。
米国生まれ。第二次世界大戦の勃発で親の郷里である広島県に移る。
国際基督教大学（ICU）卒業。